# 800 mètres nage libre masculin aux Jeux olympiques d'été de 2020
Navigation
Saint-Louis 1904 Paris 2024
Le 800 m nage libre hommes est une épreuve des Jeux olympiques d'été de 2020 qui a eu lieu les 27 et 29 juillet au Centre aquatique olympique de Tokyo.

## Records
Avant cette compétition, les records dans cette discipline étaient :
| Record du monde | 7:32.12 | Zhang Lin | 29 juillet 2009 | Rome, Italie |

Le record suivant a été établi pendant la compétition :
| Date       | Tour   | Nom                | Nationalité | Temps   | Record |
| ---------- | ------ | ------------------ | ----------- | ------- | ------ |
| 27 juillet | Séries | Mykhailo Romanchuk | Ukraine     | 7:41.28 | OR     |

## Programme
L'épreuve de 800 m nage libre se déroule pendant deux jours suivant le programme suivant :
Tous les horaires correspondent à l'UTC+9
| Date                  | Horaire | Manche |
| --------------------- | ------- | ------ |
| Mardi 27 juillet 2021 | 20 h 17 | Séries |
| Jeudi 29 juillet 2021 | 10 h 30 | Finale |

## Médaillés
| Or           | Argent               | Bronze             |
| Robert Finke | Gregorio Paltrinieri | Mykhailo Romanchuk |

## Résultats

### Séries
Les huit meilleurs nageurs se qualifient pour la finale.
| Rang | Série | Ligne | Nom                     | Nationalité      | Temps   | Remarques |
| ---- | ----- | ----- | ----------------------- | ---------------- | ------- | --------- |
| 1    | 4     | 5     | Mykhailo Romanchuk      | Ukraine          | 7:41.28 | Q, OR, NR |
| 2    | 4     | 3     | Florian Wellbrock       | Allemagne        | 7:41.77 | Q, NR     |
| 3    | 4     | 7     | Robert Finke            | États-Unis       | 7:42.72 | Q, NR     |
| 4    | 5     | 2     | Felix Auböck            | Autriche         | 7:45.73 | Q, NR     |
| 5    | 5     | 7     | Guilherme Costa         | Brésil           | 7:46.09 | Q, AR     |
| 6    | 5     | 3     | Jack McLoughlin         | Australie        | 7:46.94 | Q         |
| 7    | 4     | 2     | Serhiy Frolov           | Ukraine          | 7:47.67 | Q         |
| 8    | 5     | 4     | Gregorio Paltrinieri    | Italie           | 7:47.73 | Q         |
| 9    | 4     | 4     | Henrik Christiansen     | Norvège          | 7:48.37 |           |
| 10   | 4     | 6     | Ahmed Hafnaoui          | Tunisie          | 7:49.14 |           |
| 10   | 1     | 4     | Victor Johansson        | Suède            | 7:49.14 | NR        |
| 12   | 5     | 6     | Gabriele Detti          | Italie           | 7:49.47 |           |
| 13   | 5     | 1     | Aleksandr Yegorov       | ROC              | 7:49.97 |           |
| 14   | 3     | 8     | Daniel Wiffen           | Irlande          | 7:51.65 | NR        |
| 15   | 3     | 5     | Alfonso Mestre          | Venezuela        | 7:52.07 |           |
| 16   | 3     | 7     | Marwan El-Kamash        | Égypte           | 7:52.76 |           |
| 17   | 4     | 8     | Michael Brinegar        | États-Unis       | 7:53.00 |           |
| 18   | 2     | 6     | Zac Reid                | Nouvelle-Zélande | 7:53.06 | NR        |
| 19   | 3     | 1     | Alexander Nørgaard      | Danemark         | 7:53.50 |           |
| 20   | 2     | 5     | Nguyễn Huy Hoàng        | Viêt Nam         | 7:54.16 |           |
| 21   | 4     | 1     | Anton Ipsen             | Danemark         | 7:54.98 |           |
| 22   | 2     | 1     | Ákos Kalmár             | Hongrie          | 7:55.85 |           |
| 23   | 2     | 4     | José Lopes              | Portugal         | 7:56.15 |           |
| 24   | 3     | 6     | Yiğit Aslan             | Turquie          | 7:56.18 |           |
| 25   | 3     | 4     | Kieran Bird             | Grande-Bretagne  | 7:57.53 |           |
| 26   | 2     | 3     | Dimitrios Markos        | Grèce            | 7:58.68 |           |
| 27   | 2     | 7     | Cheng Long              | Chine            | 7:58.71 |           |
| 28   | 5     | 8     | Jan Micka               | Tchéquie         | 7:59.04 |           |
| 29   | 5     | 5     | David Aubry             | France           | 8:00.16 |           |
| 30   | 3     | 2     | Ilya Druzhinin          | ROC              | 8:01.47 |           |
| 31   | 1     | 3     | Marcelo Acosta          | Salvador         | 8:03.01 |           |
| 32   | 1     | 5     | Martin Bau              | Slovénie         | 8:04.79 |           |
| 33   | 2     | 2     | Vuk Čelić               | Serbie           | 8:04.85 |           |
|      | 3     | 3     | Konstantinos Englezakis | Grèce            | DNS     |           |

### Finale
Robert Finke remporte la finale du 800 m nage libre.
| Rang | Ligne | Nom                  | Nationalité | Temps   | Remarques |
| ---- | ----- | -------------------- | ----------- | ------- | --------- |
| 1    | 3     | Robert Finke         | États-Unis  | 7:41.87 | NR        |
| 2    | 8     | Gregorio Paltrinieri | Italie      | 7:42.11 |           |
| 3    | 4     | Mykhailo Romanchuk   | Ukraine     | 7:42.33 |           |
| 4    | 5     | Florian Wellbrock    | Allemagne   | 7:42.68 |           |
| 5    | 7     | Jack McLoughlin      | Australie   | 7:45.00 |           |
| 6    | 1     | Serhiy Frolov        | Ukraine     | 7:45.11 |           |
| 7    | 6     | Felix Auböck         | Autriche    | 7:49.14 |           |
| 8    | 2     | Guilherme Costa      | Brésil      | 7:53.31 |           |